# بوتال‌بیتال
بوتال‌بیتال (انگلیسی: Butalbital) یک باربیتورات با مدت اثر متوسط است. بوتال‌بیتال اغلب با سایر داروها مانند پاراستامول (استامینوفن) (به عنوان بوتالبیتال/استامینوفن) یا آسپرین برای درمان درد و سردرد ترکیب می‌شود. فرمول‌های گوناگون آن همراه با کدئین برای درمان سردردهای تنشی مورد تایید FDA هستند.